# Torneo Godó 1979
Il Torneo Godó 1979 è stato un torneo di tennis giocato sulla terra rossa. È stata la 27ª edizione del Torneo Godó,
che fa parte del Colgate-Palmolive Grand Prix 1979. Si è giocato al Real Club de Tenis Barcelona di Barcellona in Spagna, dall'8 al 14 ottobre 1979.

## Campioni

### Singolare
Hans Gildemeister ha battuto in finale  Eddie Dibbs con il punteggio di 6–4, 6–3, 6–1

### Doppio
Paolo Bertolucci /  Adriano Panatta hanno battuto in finale  Carlos Kirmayr /  Cássio Motta con il punteggio di 6–4, 6–3